# Aoplonema
Aoplonema is een geslacht van wantsen uit de familie van de Miridae (Blindwantsen). Het geslacht werd voor het eerst wetenschappelijk beschreven door Knight in 1928.

## Soorten
Het genus bevat de volgende soorten:

- Aoplonema lopidium Forero & Schwartz, 2009
- Aoplonema nigrum Forero, 2008
- Aoplonema princeps (Uhler, 1894)
- Aoplonema rubrum Forero, 2008